# Rusavskia elegans
Rusavskia elegans (Syn.: Xanthoria elegans), auch als Zierliche Gelbflechte bezeichnet, ist ein lichenisierter Schlauchpilz der Familie der Teloschistaceae. Ihr Thallus ist folios, sie ist eine Laubflechte. Der Gattungsname Rusavskia S.Y.Kondr. & Kärnefelt ehrt die Familie von Ivan Kalenovych Rusavski (1907–1996), einem ukrainischen Bauern.

## Beschreibung
Die Art ist durch einen regelmäßigen, rosettigen Thallus (Lager) gekennzeichnet, der orange bis rot gefärbt ist. Die Thalluslappen sind strahlig ausgerichtet und langgestreckt. Sie werden über 10 Millimeter lang und bis einen Millimeter breit. Die häufig in der Mitte konzentrierten Apothecien sind von gleicher Farbe wie das Lager.

## Standort
Als Standort werden kalkhaltige Gesteine bevorzugt. Sie wächst auch auf Kunststein, Dachziegeln und Grabsteinen. Die Zierliche Gelbflechte ist in ganz Europa verbreitet.
Bei einem Experiment der Europäischen Weltraumorganisation ESA wurden im Februar 2008 verschiedene biologische Proben auf der Internationalen Raumstation ISS ein Jahr lang Weltraumbedingungen ausgesetzt. Die Zierliche Gelbflechte konnte diese lebensfeindlichen Bedingungen im Weltall überleben.

## Systematik
Rusavskia elegans wurde aus der durch genetische Studien als polyphyletisch erkannten Gattung Xanthoria in die Gattung Rusavskia überführt. Ursprünglich wurde die Gattung Rusavskia durch eine scleroplectenchymatische (Geflecht mit sehr dickwandigen Zellen) obere und untere Cortex (Thallusrinde) und Excipulum der Fruchtkörper sowie durch fehlende Haptere und durch bazilliforme Konidien definiert. Diese Definition war genetisch nicht haltbar, zumal die so definierte Gattung Rusavskia polyphyletisch wäre. Die aktuelle Umgrenzung der Gattung erfolgt daher mittlerweile primär rein genetisch. Rusavskia elegans zeigt, obwohl sie ursprünglich als Gattungstypus gewählt wurde, keine Scleroplectenchyme, besitzt Haptere und ihre Konidien sind ellipsoid. Die Originalbeschreibung der Gattung passte somit nicht oder nur bedingt auf den gewählten Typus, weshalb die Gattungsumschreibung emendiert wurde. Der einzige morphologische Unterschied zur Gattung Xanthoria s. str. sind schmalere Loben. Rusavskia ist auch entsprechend nah mit Xanthoria s. str. verwandt und bildet das Schwestertaxon zu den beiden Gattungen Xanthoria s. str. und Dufourea.
Die Gattung Rusavskia gehört innerhalb der Familie der Teloschistaceae zur Unterfamilie der Xanthorioideae.